# Heteroschismoides antipodes
Heteroschismoides antipodes is een Scaphopodasoort uit de familie van de Entalinidae. De wetenschappelijke naam van de soort is voor het eerst geldig gepubliceerd in 2008 door Scarabino & Caetano.